# Erdstoß (Doctor Who)
Erdstoß (Earthshock) ist der 121. Handlungsstrang der britischen Science-Fiction-Fernsehserie Doctor Who. Er besteht aus 4 Episoden, die zwischen dem 8. bis 16. März 1982 ausgestrahlt wurden.

## Handlung
Als die TARDIS auf einer zukünftigen Erde materialisiert, entbrennt zwischen dem Doktor und Adric ein Streit, das dieser seinem Begleiter niemals richtig zu hört. Der Doktor streitet dies jedoch ab, weshalb Adric von ihm verlangt, dass dieser ihn zurück in den E-Space auf seinen Heimatplaneten Alzarius bringt. Dies lehnt der Doktor jedoch ab, da der Flug in den E-Space zu gefährlich wäre und man einen konkreten Kurs dorthin nicht berechnen könnte, doch Adric behauptet er könnte einen Kurs berechnen. Erbost über Adrics Besserwisserei verlässt der Doktor zusammen mit Tegan und Nyssa die TARDIS und die drei beginnen damit das ihnen unbekannte Höhlensystem, in dem die TARDIS gelandet ist, zu erforschen.

Zur selben Zeit untersucht Lieutenant Scott zusammen mit seinen Soldaten und Professor Kyle dasselbe Höhlensystem, da ein zuvor dorthin entsandtes archäologisches Forschungsteam spurlos verschwunden ist. Nach einer kurzen Zeit treffen die Soldaten auf den Doktor und seine beiden Begleiter und beschuldigen die drei, dass sie mit dem Verschwinden des Forschungsteams etwas zu tun haben müssen. Während der Doktor versucht Lieutenant Scott klar zu machen, dass sie nichts mit dem Verschwinden zu tun haben, wird die Gruppe von zwei unbekannten Androiden angegriffen, welche einige von Scotts Leuten umbringen. Mit der Hilfe von Adric, der sich mittlerweile der Gruppe angeschlossen hat, schafft es der Doktor die beiden Androiden zu überrumpeln und zu deaktivieren. Dabei entdeckt er eine getarnte Luke an einer der Höhlenwände, welche die Androiden wohl beschützt haben müssen und öffnet sie.

Im Inneren der Luke entdeckt der Doktor eine Bombe, die stark genug ist den gesamten Planeten zu zerstören. Gemeinsam mit Adric schafft es der Doktor die Bombe zu deaktivieren und bemerkt, dass sie durch einen Fernzünder hätte detoniert werden können und beschließt dem Signal des Zünders zu folgen. Gemeinsam mit den Überlebenden reist der Doktor mit der TARDIS zu einem ihm unbekannten Raum-Frachter, welcher gerade in das Sonnensystem fliegt. Dort angekommen beginnt der Doktor und Adric den Frachter nach Spuren zu durchsuchen, während Tegan, Nyssa, Scott und seine Soldaten in der TARDIS zurückbleiben.

Ohne das Wissen des Doktors wurden alle bisherigen Geschehnisse durch die Cybermen überwacht, welche die Androiden zusammen mit der Bombe zur Erde geschickt haben um den Planeten zu zerstören, während eine wichtige Friedenskonferenz zwischen Völkern dort abgehalten wird, welche sich gegen die Cybermen verbünden wollen. Da der Doktor die Pläne der Cybermen vereiteln konnte, beschließt der Cyber-Anführer die Kontrolle über den Frachter zu übernehmen, um ihn zu einer neuen Bombe umzufunktionieren, welche mit der Erde kollidieren wird und das gesamte Leben darauf auslöschen soll.

Zur selben Zeit haben der Doktor und Adric die Brücke des Frachters erreicht und versuchen Captain Briggs klar zu machen, dass es sich bei den beiden nicht um blinde Passagiere handelt, sondern das sie einem Signal eines Fernzünders gefolgt sind. Noch bevor der Doktor sich völlig erklären kann, haben die Cybermen bereits damit begonnen die Besatzung des Frachters auszulöschen und erreichen die Brücke, wo sie den Doktor, Adric, Captain Briggs und den Rest ihrer Crew gefangen nehmen.

Der Cyber-Anführer informiert den Doktor über seine Pläne und beschließt ihn und seine TARDIS als Fluchtschiff zu benutzen, um von dem Frachter zu flüchten. Damit der Doktor es aber nicht wagt sich in das Vorhaben der Cybermen einzumischen, oder gar den Frachter vor seiner Kollision mit der Erde zu zerstört lässt er Adric als Geisel, zusammen mit einigen wenigen Besatzungsmitgliedern des Frachters, und einigen Cybermen zurück. Bevor Adric und der Doktor sich trennen, schafft es Adric ohne das Wissen des Cyber-Anführers dem Doktor sein goldenes Stern-Abzeichen mitzugeben.

Nachdem die TARDIS dematerialisiert ist schaffen es Adric, Captain Briggs und die übrigen Besatzungsmitglieder die Cybermen zu überwältigen und Adric beginnt damit den Kurs des Frachters zu ändern um eine Kollision zu verhindern. Da der Cyber-Anführer dies jedoch vorhergesehen hat, verursacht Adrics Versuch die Kontrolle des Schiffs zu übernehmen einen Zeitsprung, wodurch der Frachter 65 Millionen Jahre in die Vergangenheit geschickt wird. Da die Lage aussichtslos erscheint ordnet Captain Briggs die Evakuierung des Frachters an und alle begeben sich in die Fluchtkapsel des Frachters. Kurz bevor diese starten kann verlässt Adric die Fluchtkapsel und versucht erneut die Kontrolle über den Frachter zurückzuerlangen.

Durch einen Funkspruch der mittlerweile gestarteten Fluchtkapsel erfährt der Cyber-Anführer von den Ereignissen auf dem Frachter, weshalb dieser befiehlt alle Insassen der TARDIS zu töten, doch der Doktor schafft es ihn zu überwältigen und ihn mithilfe von Adrics goldenem Starnabzeichen außer Gefecht zu setzen. Nachdem alle Cybermen deaktiviert wurden beschließt der Doktor den Kurs der TARDIS zu ändern, um Adric noch vor dem Absturz zu retten, doch die Konsole der TARDIS wurde bei dem Gerangel mit den Cybermen schwer beschädigt, weshalb der Doktor nichts tun kann, außer auf dem Scannerbildschirm zu beobachten wie Adric weiterhin versucht den Kurs des Frachters zu ändern.

Kurz bevor Adric es schafft den Kurs zu korrigieren taucht ein weiterer Cyberman auf der Brücke des Frachters auf und zerstört die Steuerkonsole und Adric Bemühungen waren umsonst. In der TARDIS beobachten der Doktor, Tegan und Nyssa wie der Frachter auf der prähistorischen Erde aufschlägt, explodiert und nicht nur alle Dinosaurier auslöscht, sondern auch Adric bei dem Absturz umkommt.

## Produktion

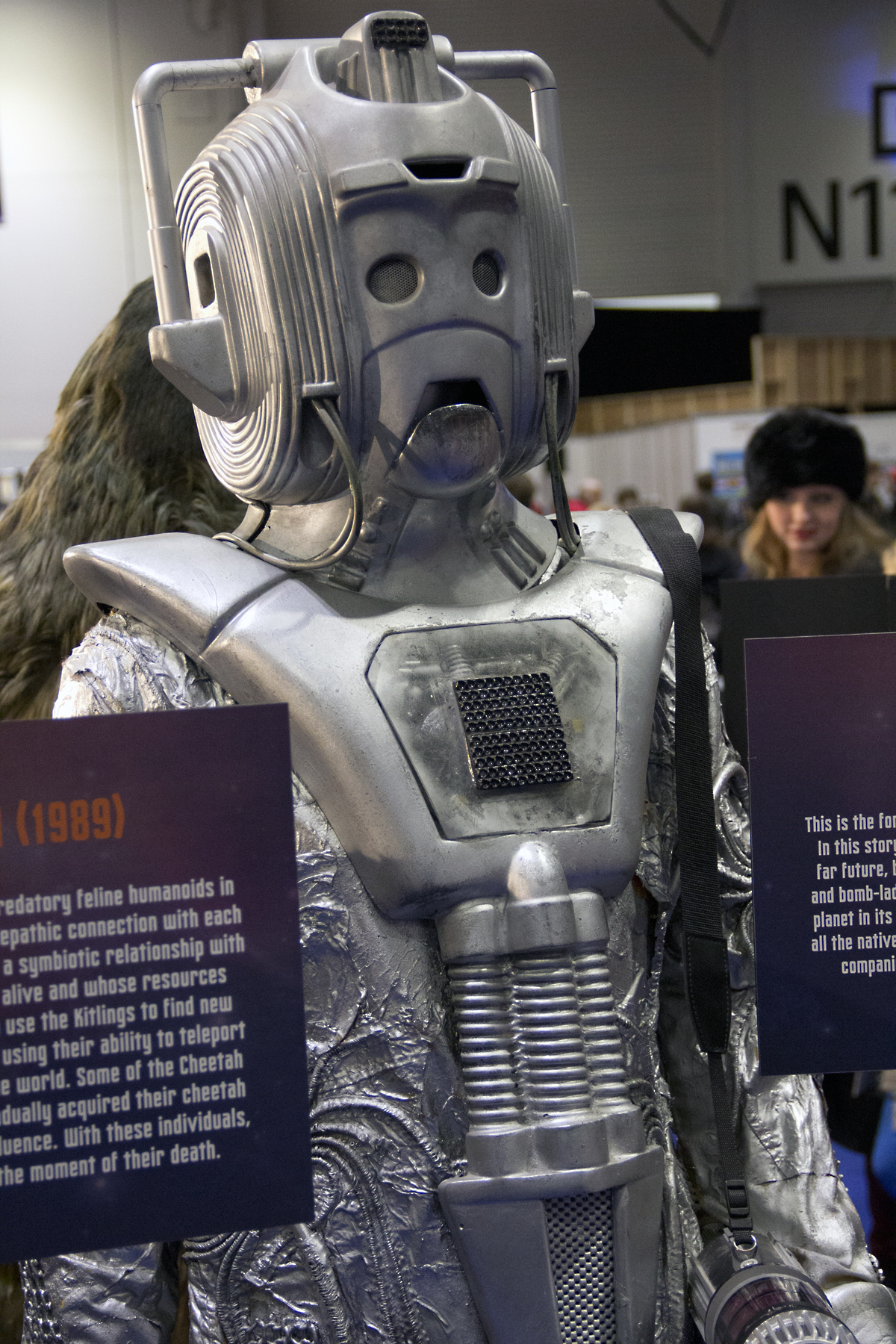
Für ihren Auftritt im Serial wurden die Kostüme der Cybermen komplett überarbeitet.

Im Serial tauchen die Cybermen nach ihrem letzten Auftritt in Die Rache der Cybermen nach sieben Jahren zum ersten Mal wieder in der Serie auf, da Produzent John Nathan-Turner für diese Staffel einen alten Gegner des Doktors wieder auftreten lassen wollte, aber kein Interesse daran hatte die Daleks wiederzuverwenden. Der Arbeitstitel des Serials lautete zunächst Sentinel (zu deutsch Wächter), da John Nathan-Turner auch wollte das die Rückkehr der Cybermen für die Zuschauer eine große Überraschung sein sollte. Deshalb lehnte er auch das Angebot der RadioTimes ab, dass auf der Titelseite der in dieser Woche erscheinenden Ausgabe die Cybermen zu sehen sein würden. Auch befahlt Nathan-Turner das während der Aufzeichnung der vier Folgen des Serials die Zuschauergalerie des Aufnahmestudios geschlossen sein sollte, damit nichts an die Öffentlichkeit durchsickert.

Da die Verwendung von Archivmaterial aus früheren Folgen der Szenen guten Anklang bei den Kritikern fand, wollte John Nathan-Turner das man für den Auftritt der Cybermen ebenfalls auf Archivmaterial zurückgreift. Der Serien-Kontinuitäts-Berater Ian Levine suchte daraufhin kurze Szenen heraus, in denen der Doktor in seiner ersten, zweiten und vierten Inkarnation auf die Cybermen traf. Für den ersten Doktor wurde ein kurzer Ausschnitt aus der zweiten Folge des Serials The Tenth Planet verwendet und für den zweiten Doktor wurde eine Szene aus der sechsten Folgen aus The Wheel in Space benutzt, wobei der Dialog des Cyber-Anführers während der Szene auf das Zusammentreffen mit dem Doktor im Serial Das Grab der Cybermen anspielt. Beim vierten Doktor benutzte man eine kurze Szene aus Teil 3 von Die Rache der Cybermen.

Erdstoß sollte die letzte Regiearbeit von Peter Grimwade an Doctor Who sein, da es zwischen ihm und John Nathan-Turner zu einem Streit während der Dreharbeiten kam. In Folge des Streits kam es auch immer wieder zu Spannungen zwischen Nathan-Turner und dem damaligen Script-Editor Eric Saward. Nichtsdestotrotz sollte Peter Grimwade noch drei weitere Serials für die Serie schreiben: Zeitflug, Mawdryn Undead und Feuerplanet.

## Einschaltquoten
1. Earthshock – Part 1: 9,1 Millionen Zuschauer
2. Earthshock – Part 2: 8,8 Millionen Zuschauer
3. Earthshock – Part 3: 9,8 Millionen Zuschauer
4. Earthshock – Part 4: 9,6 Millionen Zuschauer

## Besetzung und Synchronisation
Die Synchronisation übernahm die Metz-Neun Synchron Studio- und Verlags GmbH in Offenbach. Manuel Karakas zeichnete für das Dialogbuch verantwortlich und führte auch Dialogregie.
| Rolle                    | Schauspieler            | Synchronsprecher        |
| ------------------------ | ----------------------- | ----------------------- |
| Der Doktor               | Peter Davison           | Michael Schwarzmaier    |
| Tegan Jovanka            | Janet Fielding          | Carolin Sophie Göbel    |
| Nyssa                    | Sarah Sutton            | Katrin Laksberg         |
| Adric                    | Matthew Waterhouse      | Louis Friedemann Thiele |
| Lieutenant Scott         | James Warwick           | Stéphane Bittoun        |
| Professor Kyle           | Clare Clifford          | Andrea Dewell           |
| Cyber-Anführer           | David Banks             | Dirk Hardegen           |
| Walters                  | Steve Morley            | Marco Sven Reinbold     |
| Snyder                   | Suzi Arden              | Sandra Lühr             |
| Sergeant Mitchell        | Ann Holloway            | Tanja Esche             |
| Trooper #1 (Baines)      | Anne Clements           | Gisa Bergmann           |
| Trooper #2 (Carter)      | Mark Straker            | Dirk Hardegen           |
| Captain Briggs           | Beryl Reid              | Barbara Pierson         |
| Berger                   | June Bland              | Monika Müller-Heusch    |
| Ringway                  | Alec Sabin              | Matthias Keller         |
| Cyber-Lieutenant         | Mark Hardy              | Gilles Karolyi          |
| Crewmitglied #1 (Vance)  | Mark Fletcher           | Unbekannt               |
| Crewmitglied #2 (Carson) | Christopher Whittingham | Linus Kraus             |

## Veröffentlichung
Eine Romanadaption des Serials, geschrieben von Ian Marter, erschien in England durch den Target Books Verlag am 18. August 1983 und eine Hörbuch-Version, vorgelesen von Peter Davison, erschien am 1. Februar 2012 im Vertrieb von BBC Audiobooks.

In England erschien das Serial erstmals auf VHS 1992 und am 18. August 2003 folgte die DVD-Veröffentlichung. 2018 wurde das Serial in einer remasterten Version erstmals zusammen mit den übrigen Folgen der neunzehnten Staffel auf Blu-Ray veröffentlicht.

In Deutschland wurde das Serials zunächst am 29. März 2018 mit deutscher Synchronfassung auf DVD veröffentlicht, bevor die Folgen am 14. Dezember desselben Jahren auch im Video on Demand Bereich verfügbar gemacht wurden. Am 25. Januar 2019 folgte eine Neuauflage der Folgen, dieses Mal jedoch auf Blu-Ray und am 30. November 2021 wurden die vier Folgen in einer Omnibus-Fassung, einem Zusammenschnitt der vier Folgen, in dem der Vorspann der zweiten bis vierten Folgen und die Cliffhanger, wie auch die Abspänne der ersten bis dritten Folge entfernt wurden, auf dem Sender One erstausgestrahlt.